# Pindale
Cette page contient des caractères spéciaux ou non latins. S’ils s’affichent mal (▯, ?, etc.), consultez la page d’aide Unicode.
Pindale (birman : ပင်းတလဲ, píɴtəlɛ́ míɴ ; 23 mars 1608 – 3 juin 1661) fut le neuvième roi de la dynastie Taungû de Birmanie (Union du Myanmar). Il monta sur le trône à la mort du roi Thalun son père en 1648. Son règne marque le début d'un siècle de déclin de la dynastie.
L'empereur Yongli, dernier représentant de la dynastie des Ming du sud, s'établit en 1659 à Kunming, au Yunnan, d'où il exigea un tribut de la ville shan de Chiang Hung (Jinghong). Pindale envoya ses armées réaffirmer sa souveraineté sur la ville, sous les ordres de son frère Pye, roi de Prome. Ce fut un échec. Puis vinrent des présages et des rumeurs selon lesquelles il y aurait deux rois en Birmanie. Mais dès 1661 Yongli fut chassé du Yunnan par les Qing et dut se réfugier à Bhamo, demandant la protection birmane. Pindale la lui accorda et lui attribua Sagaing comme lieu de résidence.
Les Qing massèrent alors des troupes pour attaquer la Birmanie. Le nord du royaume fut ravagé par les chinois, qui mirent le siège devant Ava. Celle-ci résista, en partie grâce aux Bayingyi, le corps d'artilleurs d'origine européenne fondé par le roi Anaukpeitlun.  L'invasion des Qing provoqua une famine et Pindale perdit sa popularité. Son frère Pye s'empara du trône, et le fit noyer dans l'Irrawaddy en même temps que sa reine principale, son fils Minye Theikha Thu et son petit-fils.
Il remit Yongli aux Qing l'année suivante.